# 華康娃娃體

娃娃體

娃娃體是一種中文字體，由華康科技（今名「威鋒數位」）經兩年製作後於1995年發佈，屬於TrueType字體。在外型及風格上，娃娃體筆劃類似於兒童的書寫規律，稚嫩可愛，常被用於卡通設計等領域。